# ماركو يوفانوفيتش (لاعب كرة قدم صربي)
ماركو يوفانوفيتش (2 يوليو 1989 في صربيا - ) هو لاعب كرة قدم صربي في مركز الوسط. لعب مع راد بيوغراد ونادي باتشكا بالانكا وسلافيا سراييفو ‏ وFK Jedinstvo Ub ‏ وماكفا شاباتس ‏ وFK Železničar Beograd ‏ ونادي سميديريفو ‏ ونادي لوزنيكا ‏ وFK Radnički Svilajnac ‏ ورادنيتشكي استوبكس ‏.

## وصلات خارجية
- ماركو يوفانوفيتش (لاعب كرة قدم صربي) على موقع قاعدة بيانات كرة القدم.إي يو (الإنجليزية)
- ماركو يوفانوفيتش (لاعب كرة قدم صربي) على موقع Soccerway.com (الإنجليزية)